# Manneken Pis van Koksijde

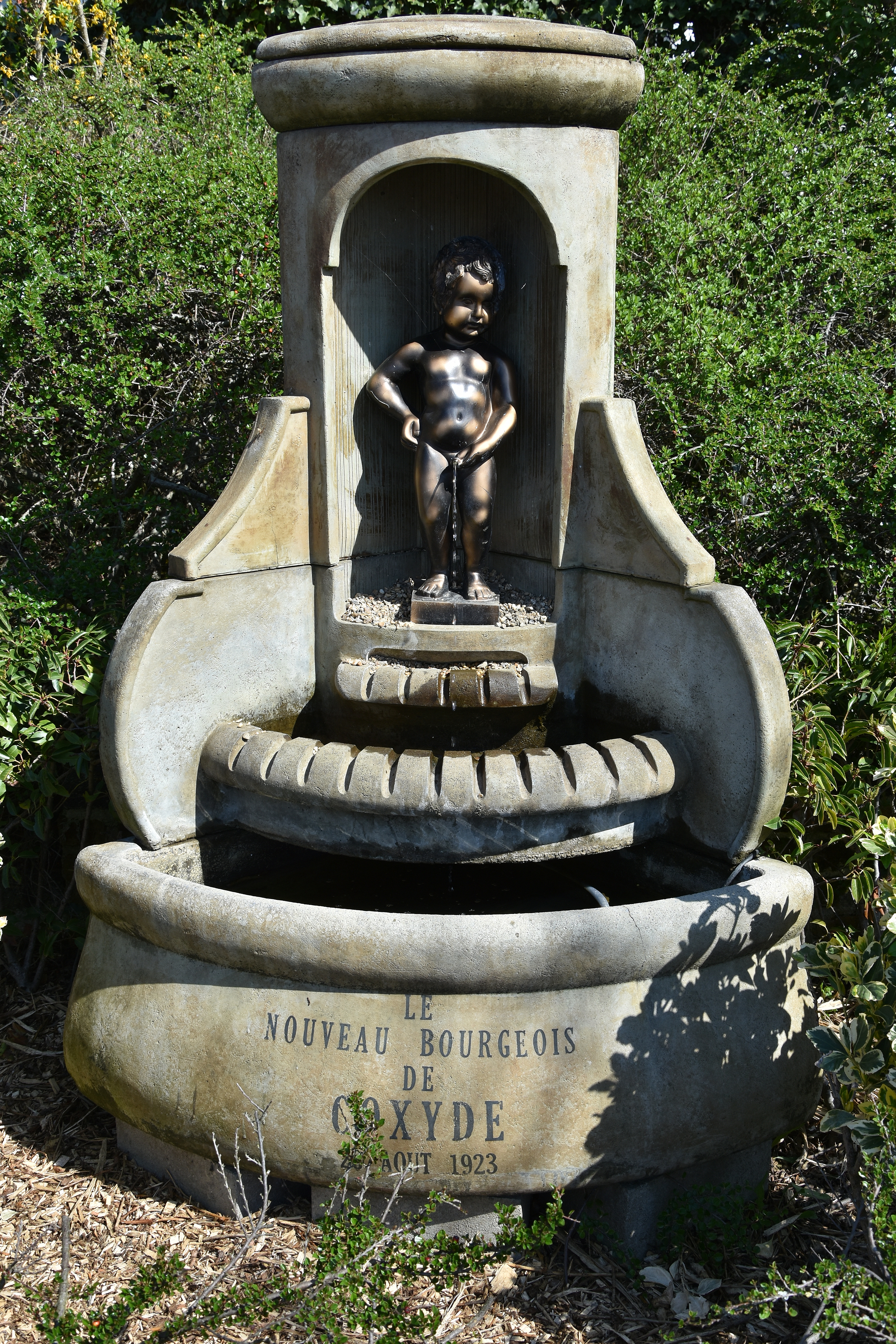
Manneken Pis van Koksijde

Manneken Pis van Koksijde is een replica van Manneken Pis van Brussel en het beeldje staat nabij het Bad Schallerbachplein in Koksijde.
Het beeldje werd in 1923 aangebracht bij de villa Ma Tocade van een Brusselse kolonel die woonachtig was in het Quartier Sénégalais te Koksijde. Met de aansprekende tekst Le Nouveau Bourgeois de Coxyde - 16 août 1923 op de sokkel werd het beeldje al spoedig een ontmoetingsplek voor de - voor het merendeel nogal chique - eigenaren van de diverse villa's.
Vervolgens scheiden zich de verhalen. In ieder geval werden de perceelsgrenzen een weinig opgeschoven, en of het nu een preutse ongehuwde buurvrouw dan wel een vrome dokter was die de naastgelegen villa  l'Ermitage  bewoonde, valt niet meer te achterhalen. Het beeldje werd in elk geval vervangen door een Mariabeeld, dat zich eveneens in de nodige belangstelling mocht verheugen.
Uiteindelijk werd, op 21 juni 2008, Le Nouveau Bourgeois weer op zijn sokkel teruggeplaatst en onthuld tijdens een plechtigheid die niet alleen door de burgemeester, maar ook door de Brusselse Orde der Vrienden van Manneken-Pis opgeluisterd werd. Het was deze Orde die een nieuw beeldje heeft geschonken, daar het oorspronkelijke exemplaar verdwenen was.